# Hyphantria budea
Hyphantria budea är en fjärilsart som beskrevs av Jacob Hübner 1823. Hyphantria budea ingår i släktet Hyphantria och familjen björnspinnare. Inga underarter finns listade i Catalogue of Life.